# Roy Jacobsen

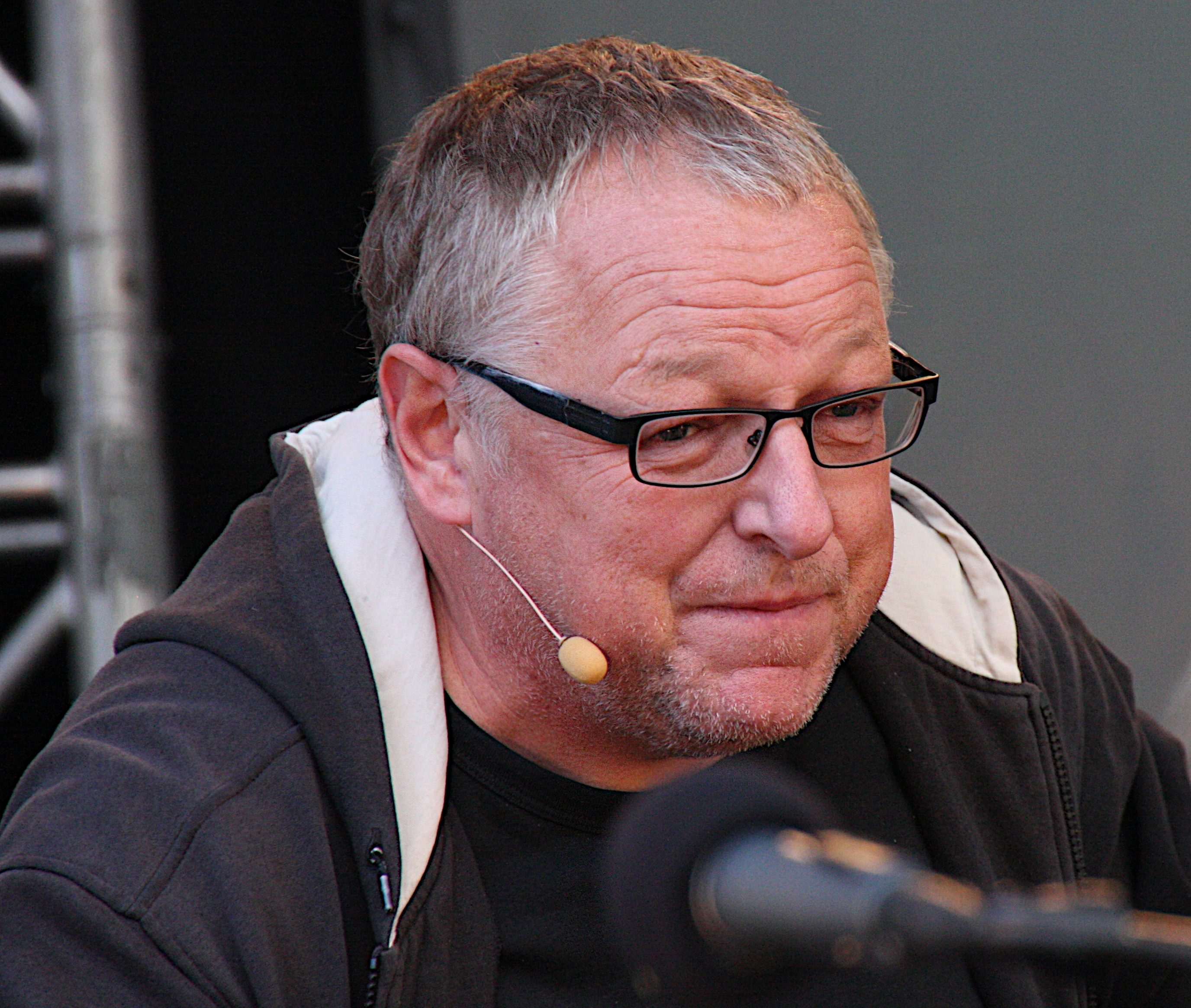
Roy Jacobsen

Roy Jacobsen (n. 26 decembrie 1954, Oslo) este un romancier și nuvelist norvegian.
Două dintre romanele sale au fost nominalizate la Premiul pentru Literatură al Consiliului Nordic: Seierherrene în 1991 și Frost în 2004.

## Opere
- Fangeliv -  nuvele, (1982)
- Hjertetrøbbel -  roman, (1984)
- Tommy -  roman, (1985)
- Det nye vannet -  roman, (1987)
- Virgo -  roman, (1988)
- Det kan komme noen -  nuvele, (1989)
- Ursula -  (1990)
- Seierherrene -  roman, (1991)
- Fata Morgana -  roman, (1992)
- Den høyre armen -  nuvele, (1994)
- Trygve Bratteli. En fortelling -  biografia lui Trygve Bratteli, (1995)
- Ismael - roman, (1998)
- Grenser -  roman, (1999)
- Fugler og soldater -  nuvele, (2001)
- Det nye vinduet -  nuvele, (2002)
- Frost -  roman, (2003)
- Hoggerne - roman, (2005)
- Marions slør - roman, (2007)
- The Burnt-Out Town of Miracles - roman, (2008)